# Krangean
Krangean is een bestuurslaag in het regentschap Purbalingga van de provincie Midden-Java, Indonesië. Krangean telt 5369 inwoners (volkstelling 2010).